# 永瓦勒
永瓦勒（法語：Yonval，法語發音：[jɔ̃val]）是法国皮卡第大区索姆省的一个市镇，属于阿布维尔区。

## 地理
永瓦勒（50°5'21"N, 1°47'21"E）面积3.93 平方千米，位于法国上法蘭西大區索姆省，该省份为法国北部沿海省份，北起加来海峡省和北部省，西接滨海塞纳省和大西洋英吉利海峡，南至瓦兹省，东临埃纳省。
与永瓦勒接壤的市镇（或旧市镇、城区）包括：阿布维尔、康布龙、马勒伊-科贝尔、穆瓦耶讷维尔。

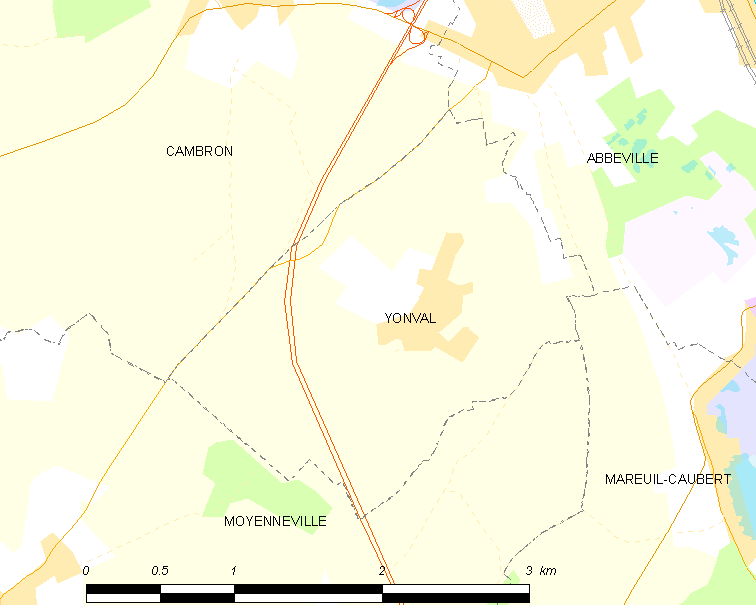
永瓦勒的OSM定位图

永瓦勒的时区为UTC+01:00、UTC+02:00（夏令时）。

## 行政
永瓦勒的邮政编码为80132，INSEE市镇编码为80836。

## 政治
永瓦勒所属的省级选区为阿布维尔第二县。

## 人口

1962-2008年间永瓦勒人口变化图示

永瓦勒于2022年1月1日时的人口数量为240人。